# Minto Heights, New South Wales
Minto Heights este o suburbie în Sydney, Australia.